# Марса
Марса је у грчкој митологији била Теспијева кћерка.

## Митологија
Како наводи Аполодор, била је једна од многобројних кћерки Теспија и Мегамеде. Са њом је Херакле имао сина Букола.